# بی‌خود و بی‌جهت
بی‌خود و بی‌جهت، فیلمی با ژانر درام و کمدی به کارگردانی، نویسندگی و تهیه‌کنندگی عبدالرضا کاهانی، ساخته سال ۱۳۹۰ است. این فیلم در ۸ آذر ۱۳۹۱ اکران شد.

## خلاصه فیلم
این فیلم داستان مشکل دو زوج است که باید وسایل خانه خود را جابه‌جا کنند تا آماده مراسم عروسی یکی از این دو زوج شوند.

## بازیگران
- رضا عطاران در نقش محسن
- پانته‌آ بهرام در نقش مژگان
- نگار جواهریان در نقش الهه
- احمد مهران‌فر در نقش فرهاد
- علیرضا استادی در نقش راننده کامیون
- افسانه تهرانچی در نقش مادر الهه
- محمد کارت در نقش شاگرد راننده کامیون
- امیر علی‌خانی
- کامران محمدی
- بهنام شرفی در نقش نصاب ماهواره

## جشنواره‌ها
این فیلم در سی‌امین دوره جشنواره فیلم فجر در بخش سینمای ایران شرکت حضور داشته است.

## اکران
فیلم بی‌خود و بی‌جهت در تاریخ ۸ آذر ۱۳۹۱ در سینماهای کشور اکران شده است، اما پس از چند روز اکران این فیلم در شهر قم به دستور اداره کل ارشاد این استان متوقف شد.
همچنین صدا و سیما ایران از پخش تیزرهای تبلیغاتی این فیلم از تلویزیون امتناع کرده است.

## جوایز
نامزد دریافت سیمرغ بلورین برای بهترین بازیگر نقش اول مرد (رضا عطاران) از جشن انجمن منتقدان و نویسندگان سینمایی ایران